# Nicolás Zalazar
Nicolás Mauricio Zalazar (Buenos Aires, Argentina, 29 de enero de 1997) es un futbolista argentino. Juega como defensor central en Instituto de Córdoba en la Liga Profesional de Fútbol.

## Trayectoria
Llegó a los ocho años a las divisiones inferiores del Club Atlético San Lorenzo de Almagro, logró los títulos de séptima división en 2013 y en 2015 conseguiría el título de la división reserva, título que San Lorenzo no conseguía desde 1999.
Su debut oficial en San Lorenzo se realizó el 30 de octubre de 2016 en un empate 2 a 2 frente a Newell's Old Boys en Rosario, en este encuentro el "ciclón" puso una mayoría de suplentes y juveniles debido a la gran cantidad de partidos que debía afrontar en un corto lapso de tiempo.
A mediados de 2018 pasaría a jugar en Atlético Rafaela en calidad de cedido, con el objetivo de ganar rodaje y obtener experiencia.

## Selección nacional
Fue convocado en junio de 2016 para integrar la Selección de fútbol sub-20 de Argentina que disputaría el torneo de L' Alcudia en España. En octubre del mismo año, fue convocado por Claudio Ubeda para enfrentar el Campeonato Sudamericano que se jugó en Ecuador del 13 de enero al 5 de febrero de 2017.

## Vida privada
En febrero del 2012, Zalazar fue apuñalado en el estómago tras un incidente que involucró a jugadores de la octava división de San Lorenzo con un grupo que practicaba karate y taekwondo en la institución, los cuales al final resultaron ser barra bravas del club.
Es sobrino del exfutbolista, ídolo del Club Atlético Platense, Mauricio Hanuch, quien falleció un mes antes de que su sobrino firmara por Platense.

## Clubes
Actualizado al 29 de marzo de 2024
| San Lorenzo Argentina                   | 1.ª                 |                     |     |   |   |   |   |    |     |   |
| San Lorenzo Argentina                   | 1.ª                 | 2016-17             | 5   | 0 | - | - | - | -  | 5   | 0 |
| San Lorenzo Argentina                   | 1.ª                 | 2017-18             | 2   | 0 | - | - | - | -  | 2   | 0 |
| San Lorenzo Argentina                   | Total               | Total               | 7   | 0 | - | - | - | -  | 7   | 0 |
| Atlético de Rafaela Argentina           | 2.ª                 |                     |     |   |   |   |   |    |     |   |
| Atlético de Rafaela Argentina           | 2.ª                 | 2018-19             | 20  | 0 | 2 | 0 | - | -  | 22  | 0 |
| Atlético de Rafaela Argentina           | Total               | Total               | 20  | 0 | 2 | 0 | - | -  | 22  | 0 |
| All Boys Argentina                      | 2.ª                 |                     |     |   |   |   |   |    |     |   |
| All Boys Argentina                      | 2.ª                 | 2019-20             | 16  | 0 | 1 | 0 | - | -  | 17  | 0 |
| All Boys Argentina                      | Total               | Total               | 16  | 0 | 1 | 0 | - | -  | 17  | 0 |
| Platense Argentina                      | 2.ª                 |                     |     |   |   |   |   |    |     |   |
| Platense Argentina                      | 2.ª                 | 2020                | 4   | 0 | - | - | - | -  | 4   | 0 |
| Platense Argentina                      | 1.ª                 |                     |     |   |   |   |   |    |     |   |
| Platense Argentina                      | 2021                | 14                  | 1   | - | - | - | - | 14 | 1   |   |
| Platense Argentina                      | Total               | Total               | 18  | 1 | - | - | - | -  | 18  | 1 |
| Bursaspor Turquía                       | 2.ª                 |                     |     |   |   |   |   |    |     |   |
| Bursaspor Turquía                       | 2.ª                 | 2021-22             | 24  | 2 | 1 | 0 | - | -  | 25  | 2 |
| Bursaspor Turquía                       | Total               | Total               | 24  | 2 | 1 | 0 | - | -  | 25  | 2 |
| Defensa y Justicia Argentina            | 1.ª                 |                     |     |   |   |   |   |    |     |   |
| Defensa y Justicia Argentina            | 1.ª                 | 2022                | 7   | 0 | 1 | 0 | - | -  | 8   | 0 |
| Defensa y Justicia Argentina            | Total               | Total               | 7   | 0 | 1 | 0 | - | -  | 8   | 0 |
| Ñublense · Chile                        | 1.ª                 |                     |     |   |   |   |   |    |     |   |
| Ñublense · Chile                        | 1.ª                 | 2023                | 22  | 2 | - | - | 9 | 0  | 31  | 2 |
| Ñublense · Chile                        | Total               | Total               | 22  | 2 | - | - | 9 | 0  | 31  | 2 |
| Junior · Colombia                       | 1.ª                 |                     |     |   |   |   |   |    |     |   |
| Junior · Colombia                       | 1.ª                 | 2024                | 14  | 0 | 2 | 0 | - | -  | 16  | 0 |
| Junior · Colombia                       | Total               | Total               | 14  | 0 | 2 | 0 | - | -  | 16  | 0 |
| Instituto Argentina                     | 1.ª                 |                     |     |   |   |   |   |    |     |   |
| Instituto Argentina                     | 1.ª                 | 2025                | 9   | 1 | 1 | 0 | - | -  | 10  | 1 |
| Instituto Argentina                     | Total               | Total               | 9   | 1 | 1 | 0 | - | -  | 10  | 1 |
| Total en su carrera                     | Total en su carrera | Total en su carrera | 137 | 6 | 8 | 0 | 9 | 0  | 154 | 6 |
| (1) Incluye datos de la Copa Argentina. |                     |                     |     |   |   |   |   |    |     |   |

Fuente: Transfermarkt.es, es.soccerway.com

## Palmarés

### Otros logros
| Logro                      | Club                   | País      | Año  |
| -------------------------- | ---------------------- | --------- | ---- |
| Ascenso a Primera División | Club Atlético Platense | Argentina | 2020 |